# Engelbrekt Engelbrektsson
Engelbrekt Engelbrektsson (sandsynligvis født i 1390'erne, død 4. maj 1436) var en svensk frihedskæmper, mineejer (bergsmand) og rikshøvedsmann. Engelbrekt ledte Engelbrektoprøret i 1434 mod kong Erik af Pommern. Den 11. januar 1435 blev Engelbrekt under herredagen i Arboga valgt til rikshøvedsmann. Engelbrekt blev myrdet på en ø i Hjälmaren den 4. maj 1436 af Magnus Bengtsson. På grund af Engelbrektskrøniken blev Engelbrekt i eftertid set på som en martyr.

## Liv og virke

### Baggrund
Engelbrekt Engelbrektsson var af en oprindelig tysk slægt, som senest i 1360-tallet var udvandret til Sverige i 1360'erne. Faderen (Engelbrekt Englikoson) nævnes som frälseman i 1392 og som bosat på Norberg i 1367, farfaderen antages at have anlagt det nuværende Ängelsberg, tidligere Englikobenning. Slægtens våbenskjold viser et af tre halve liljer dannet triangel.
Engelbrekt var væbner. Forfatteren Vilhelm Moberg mener, at Dalarna og Västmanland har ført en "egen Engelbrektsfejde" om hans fødested.

### Oprørsleder
Den viden om administration og de militære færdighedern som Engelbrekt udviste,tyder,på at han havde skaffet sig erfaringer som professionel militær, sandsynligvis under Erik af Pommerns felttog mod tyske fjender. I 1426 optræder Engelbrekt i kilderne, og omkring ti år senere blev han leder for det oprør, der var begyndt, og som senere skulle blive kaldt Engelbrektoprøret. Oprøret udspillede sig mod baggrund af Kalmarunionen under Erik af Pommerns styre. I senere historieskrivning skulle Engelbrekt stilles over for kongens foged i Västerås, Jösse Eriksson, som fik skylden for den nød og overlast, som minearbejderne (bergsmændene fik under hans styre. Engelbrekt fik deres støtte og skulle fremlægge sagen for kongen i København, og indså efterfølgende at sagen ikke kunne vindes uden kamp. I 1433 udvalgte dalkarlene Engelbrekt til høvedsmand, og samme år drog Engelbrekt i spidsen for et en gruppe oprørere mod Västerås. Oprøret lagde sig, efter at et antal rådsherrer havde bedt om fred, og men hele historien gentog sig allerede følgende forår.
Engelbrekt og de, som støttede ham, synes atter at have mistet forhåbningerne om en fredelig løsning til forbedring i forsommeren 1434, og ved midsommer begyndte et egentligt oprør, der i eftertidens historieskrivning er blevet kaldt frihedskrig. På bare tre måneder overtog Engelbrekt kontrollen stort set over hele Sverige. Svenska rådets medlemmer sluttede sig til oprøret, og kong Erik erklæredes afsat.

### Myten om Sveriges første rigsdag
Herredagene i Arboga, eller Arboga møde, fandt sted i januar 1435, blev i senere nationalistisk historieskrivning ophøjet til at have været den første rigsdag afholdt i Sverige. Dette byggede på den fejlagtige antagelse, at almuen (bønderne) skulle ha været repræsenteret ved mødet. Senere forskning af Gottfrid Carlsson, Erik Lönnroth og Herman Schück har imidlertid klart vist, at antagelsen var fejlagtig og byggede på en kombination af ønsketænkning og gætværk om eventuelle skriverfejltagelser i visse af Engelbrektskrønikens versioner.
Herremødet i Arboga var egentlig den første samling for at prøve at rette op på det kaos, som Engelbrekts oprør havde ført til. Et antal biskopper, riddere og væbnere, sammenlagt 30-40 personer, mødtes i Arboga for at konstituere et nyt rigsråd, som kunne overtage regeringsmagten. Mødet indgår egentlig i en serie, hvor Engelbrekt spillede en dominerende rolle, med start i Vadstena 16. august 1434, hvor han mere eller mindre tvang deltagerne til at slutte sig til oprøret. Mødet i Arboga blev fulgt af et i Uppsala i juni 1435 og et andet møde i Arboga i januar 1436.
Engelbrekts politiske dominans ved disse møder blev først brudt ved valget af rikshøvitsmann i Stockholm i 1436, da marsken Karl Knutsson næsten enstemmigt blev valgt, men Engelbrekt og Erik Puke med våbenmagt tiltvang sig delt høvitsmannaskab. Dette arrangement blev imidlertid kortvarigt, eftersom Engelbrekt kort efter blev myrdet efter at have ledet et krigstogt gennem det sydlige Sverige og de da danske områder Skåne, Blekinge og Halland.

### Mordet på Engelbrekt
Engelbrekt havde et alvorligt handicap som hæmmede hans gang. Ride kunne han dog som regel. Han var en atypisk lederfigur, men virkede i kraft af politiske evner og stærk personlighed. 1800tallets kunstnere fremstillede ham dog konsekvent som en storvækst leder og krigsmand,
Mordet havde næppe egentlig politisk baggrund, men var et privat opgør.[kilde mangler] Det opgives, at Engelbrekt var for svag til at sætte sig op på en hest, men at, da han blev kaldt til et rådsmøde, straks drog afsted. Rejsen skulle foregå ad søvejen fra Örebro slott, som Engelbrekt havde i forlening, til Stockholm, men ved et ophold på en ø i Hjälmaren, nuværende Engelbrektsholmen, blev han myrdet den 4. maj af Måns Bengtsson. Morderens far, Bengt Stensson, skal efter sigende have brændt et lübsk fartøj af, selvom der var fred med Hansaen. Engelbrekt havde udstedt en straf for dette, men nogle dage før mordet var et forlig blevet indgået.